# کواک دونگ-یون
کواک دونگ یون (کره‌ای: 곽동연؛ زادهٔ ۱۹ مارس ۱۹۹۷) بازیگر و موسیقی‌دان اهل کره جنوبی است. او اولین بازیگری خود را در مجموعه تلویزیونی خانواده جدید در سال ۲۰۱۲ انجام داد که برای آن جایزه بهترین بازیگر جوان را در جوایز درامای کره دریافت کرد. او سپس در مجموعه‌های تلویزیونی آواز جوانی (۲۰۱۳)، کشاورز مدرن (۲۰۱۴) بازی کرد و در سال ۲۰۱۶ با بازی در درام تاریخی عشق در مهتاب به رسمیت شناخته شد. او همچنین به خاطر ایفای نقش در آی‌دی من خوشگل گانگنامه (۲۰۱۸)، قهرمان عجیب من (۲۰۱۸)، وینچنزو (۲۰۲۱) و دهن لق (۲۰۲۲) نیز شناخته می‌شود.

## اوایل زندگی و تحصیلات
او در فوریه ۲۰۱۳ از دبیرستان Junior Munrae فارغ‌التحصیل شد و در فوریه ۲۰۱۶ نیز از دبیرستان معتبر هنرهای نمایشی سئول (SOPA) که با تست گیتار موفق به ورود به آن شده بود، فارغ‌التحصیل شد.

## حرفه
کواک دونگ یون در سال ۲۰۱۰ وقتی که ۱۴ سال داشت برای کمپانی FNC تست داد و پذیرفته و موفق شد و به عنوان کارآموز مشغول گذراندن دوره‌های موسیقی و بازیگری شد.
او اولین تجربهٔ بازیگری خودش رو در سال ۲۰۱۲ با حضور در سریال «خانواده جدید» کسب کرد.
دونگ یون در سال ۲۰۱۳ پس از گذراندن دوره کارآموزی کار خودش را بعنوان گیتاریست و خواننده گروه راک کره ای Kokoma تحت نظر کمپانی FNC آغاز کرد اما بعد تصمیم گرفت حرفه خود را به بازیگر تغییر دهد.

## زندگی شخصی
کواک دونگ یون (Kwak Dong yeon) روز ۲۹ اسفند ۱۳۷۵ در دجون، کره جنوبی به دنیا آمد و خانواده اش متشکل از والدین و یک خواهر و یک برادر بزرگتر می‌باشد
در ۲۶ فوریه ۲۰۱۴ وقتی که او به تازگی فیلمبرداری سریال 《نسل الهام بخش》 را تمام کرده بود که متأسفانه مادرش را در اثر بیماری از دست داد.
در یک برنامه قرار شد دونگ یون از بین دو بازیگر زن کیم یو جونگ و کیم سو هیون یکی را انتخاب کند و او کیم سو هیون را انتخاب کرد.
پس از این ماجرا شایعات زیادی دربارهٔ رابطه این دو پیش آمد که باعث واکنش دونگ یون شد و این موضوع را تکذیب کرد.

## فیلم‌شناسی

### فیلم
| سال  | عنوان            | نقش           | توضیحات    | منابع       |
| ---- | ---------------- | ------------- | ---------- | ----------- |
| ۲۰۱۶ | بدرفتاری         | یو جونگ کی    |            |             |
| ۲۰۱۷ | مرد اراده        | چوی یون سوک   |            | [ ۲ ]       |
| ۲۰۱۸ | هونگ بو: انقلابی | شدونگ         |            |             |
| ۲۰۱۹ | دختر بیسبال      | لی جونگ هو    |            | [ ۳ ]       |
| ۲۰۲۲ | شرق دور          | کانگ یونگ شیک | ساوند فیلم | [ ۴ ]       |
| ۲۰۲۲ | ۶/۴۵             | کیم مان چول   |            | [ ۵ ] [ ۶ ] |

### مجموعه تلویزیونی
| سال       | عنوان                                     | نقش                      | توضیحات                     | منابع         |
| --------- | ----------------------------------------- | ------------------------ | --------------------------- | ------------- |
| ۲۰۱۲      | خانواده جدید                              | بانگ جانگ گون            |                             | [ ۷ ]         |
| ۲۰۱۳      | جانگ اوک‌جونگ، زندگی برای عشق              | جوانی شاهزاده دونگ پیونگ | حضور افتخاری                | [ ۸ ]         |
| ۲۰۱۳      | آواز جوانی                                | چوی جونگ وو              |                             | [ ۹ ]         |
| ۲۰۱۴      | نسل الهام بخش                             | جوانی شین جونگ ته        | حضور افتخاری (قسمت ۱–۴)     | [ ۱۰ ]        |
| ۲۰۱۴      | درامای ویژه کی‌بی‌اس: دانش آموز دبیرستان ای | لی هه جون                |                             | [ ۱۱ ]        |
| ۲۰۱۴      | کشاورز مدرن                               | هان کی جون               |                             | [ ۱۲ ]        |
| ۲۰۱۵      | جونگ میونگ                                | یی یی ریپ                | حضور افتخاری                |               |
| ۲۰۱۵      | درامای ویژه کی‌بی‌اس: آویچی                 | جی سون وو                |                             | [ ۱۳ ]        |
| ۲۰۱۶      | برگرد آجوشی                               | جوانی هان گی تک          | حضور افتخاری                | [ ۱۴ ]        |
| ۲۰۱۶      | Puck!                                     | هوانگ گیونگ پیل          |                             | [ ۱۵ ]        |
| ۲۰۱۶      | فلوت نواز رنگارنگ                         | جونگ این                 | حضور افتخاری (قسمت ۴)       | [ ۱۶ ]        |
| ۲۰۱۶      | استاد انتقام                              | لی یونگ جو               | حضور افتخاری (قسمت ۵–۷)     | [ ۱۷ ]        |
| ۲۰۱۶      | عشق در مهتاب                              | ایم بیونگ یون            |                             | [ ۱۸ ]        |
| ۲۰۱۷      | مبارزه برای راهم                          | کیم مو کی                | حضور افتخاری (قسمت ۱)       | [ ۱۹ ]        |
| ۲۰۱۷      | دنیاهای بهم پیوسته                        | سونگ هه چول              |                             | [ ۲۰ ]        |
| ۲۰۱۷      | درامای ویژه کی‌بی‌اس – آهسته                | لی جی وون                |                             | [ ۲۱ ]        |
| ۲۰۱۸      | رادیو عاشقانه                             | جیسون                    |                             | [ ۲۲ ]        |
| ۲۰۱۸      | آی‌دی من خوشگل گانگنامه                    | یون وو یونگ              |                             | [ ۲۳ ]        |
| ۲۰۱۸–۲۰۱۹ | قهرمان عجیب من                            | اوه سه هو                |                             | [ ۲۴ ]        |
| ۲۰۱۹      | دکتر کارآگاه                              | جونگ ها رانگ             | حضور افتخاری (قسمت ۱–۳)     | [ ۲۵ ]        |
| ۲۰۱۹–۲۰۲۰ | دوباره هرگز                               | نا هه جون                |                             | [ ۲۶ ]        |
| ۲۰۲۰      | مشکلی نیست که خوب نباشی                   | کوان گی دو               | حضور افتخاری (قسمت ۳–۴، ۱۶) | [ ۲۷ ]        |
| ۲۰۲۱      | وینچنزو                                   | جانگ هان سو              |                             | [ ۲۸ ]        |
| ۲۰۲۱      | دراما استیج – Attention Hog               | کانگ ته سو               | فصل ۴                       | [ ۲۹ ]        |
| ۲۰۲۱      | تابستان دوست‌داشتنی ما                     | آرتیست نو آه             | حضور افتخاری (قسمت ۴، ۶ ۱۵) | [ ۳۰ ]        |
| ۲۰۱۸      | هیولا                                     | کواک یونگ جو             |                             |               |
| ۲۰۱۸      | دهن لق                                    | جری                      |                             | [ ۳۱ ]        |
| ۲۰۱۸      | گاوس الکترونیک                            | لی سانگ شیک              |                             | [ ۳۲ ]        |
| ۲۰۲۴      | ملکه اشک                                  | هونگ سو چول              |                             | [ ۳۳ ] [ ۳۴ ] |